# Lophodermium staleyi
Lophodermium staleyi Minter – gatunek grzybów z rodziny łuszczeńcowatych (Rhytismataceae). Jeden z patogenów wywołujących chorobę sosny (Pinus) o nazwie wiosenna osutka sosny.

## Systematyka i nazewnictwo
Pozycja w klasyfikacji według Index Fungorum: Lophodermium, Rhytismataceae, Rhytismatales, Leotiomycetidae, Leotiomycetes, Pezizomycotina, Ascomycota, Fungi.
Po raz pierwszy takson ten opisał w 1981 r. Dawid William Minter na igłach sosny zwyczajnej w Oregonie.